# Cirigliano
Cirigliano är en ort och kommun i provinsen Matera i regionen Basilicata i Italien. Kommunen hade 359 invånare (2017).